# Мортал Комбат 2
«Мортал Комбат 2» (англ. Mortal Kombat 2) — майбутній американський фентезійний фільм про бойові мистецтва режисера Саймона МакКуайда і сценариста Джеремі Слейтера, заснований на франшизі відеоігор Mortal Kombat, створеної Джоном Тобіасом та Едом Буном. Продовження фільму «Мортал Комбат» 2021 року.

## Акторський склад
- Льюїс Тан — Коул Янг[1]
- Карл Урбан — Джонні Кейдж[2]
- Джессіка Макнеймі — Соня Блейд[2]
- Мехкад Брукс — Джексон «Джекс» Бріггс[3]
- Таданобу Асано — Райден[4]
- Луді Лін — Лю Кан[5]
- Чін Хан — Шан Цунг[4]
- Джо Таслім — Бі-Хан / Нуб Сайбот[6]
- Хіроюкі Санада — Ханзо Хасаші / Скорпіон[6]
- Джош Лоусон — Кано[2]
- Макс Хуанг — Кунг Лао[en][7]
- Таті Габріель — Джейд[2]
- Аделін Рудольф — Кітана[8]
- Мартін Форд — Шао Кан[9]
- Дезмонд Чіам — король Джерод[9]
- Ана Ту Нгуєн — королева Сіндел[9]
- Деймон Герріман — Куан Чі[9]
- Сі Джей Блумфілд — Барака[10]

## Виробництво

### Розробка
Після виходу «Мортал Комбат» у квітні 2021 року актор Джо Таслім повідомив, що він підписав контракт на чотири додаткові фільми Mortal Kombat, якщо Warner Bros. Pictures вирішить створити франшизу.
Режисер Саймон МакКуайд заявив, що він готовий повернутися до зйомки продовження, якщо сценарій буде хорошим. В інтерв'ю після виходу фільму МакКуайд сказав, що Джонні Кейдж не був представлений у фільмі, тому що Джонні Кейдж був «гігантською особистістю» і виводив би фільм з рівноваги. Він зазначив, що потенційні сиквели можуть дослідити таких персонажів, як Кейдж і Кітана. Він також висловив бажання включити більше жіночих персонажів.
Співавтор сценарію Грег Руссо розповів Collider, що бачить перезавантаження як трилогію, в якій перший фільм буде знятий до турніру, другий — під час турніру, а третій — після нього.
У листопаді 2021 року продюсер Тодд Гарнер натякнув на розробку продовження у Twitter. В січні 2022 року було підтверджено, що фільм перебуває в розробці, а сценарій пише Джеремі Слейтер. У травні 2022 року Слейтер підтвердив плани включити Джонні Кейджа у фільм, хоча і зазначив, що його точна роль в історії ще не визначена.
Того ж місяця Слейтер зазначив, що у фільмі «будуть використані деякі дивацтва», притаманні франшизі «Мортал Комбат», і що він хоче, щоб фільм був «непередбачуваним» і не відповідав очікуванням фанатів. У червні 2022 року він також пояснив, що сиквел відповідатиме як на позитивні, так і на негативні реакції фанатів на перший фільм. У липні 2022 року було оголошено, що фільм отримав зелене світло від New Line і що Саймон МакКуайд повернеться до режисури сиквелу.

### Кастинг
У травні 2023 року Таті Габріель вела фінальні переговори щодо ролі Джейд у фільмі, а Карл Урбан — щодо ролі Кейджа. Також повідомлялося, що Джессіка Макнамі та Джош Лоусон повернуться, щоб зіграти Соню Блейд і Кано відповідно. Того ж місяця Аделін Рудольф приєдналася до акторського складу в ролі Кітани, а Таті Габріель була затверджена на роль Джейд. У червні 2023 року Мартін Форд, Десмонд Чіам, Ана Ту Нгуєн і Деймон Герріман отримали роль Шао Кана, Короля Джеррода, Королеви Сіндел і Куан Чі. Раніше Герріман озвучував Кабала у фільмі 2021 року. Пізніше того ж місяця Макс Хуанг підтвердив, що повернеться до ролі Кунг Лао.

### Зйомки
Зйомки розпочалися 22 червня 2023 року в Village Roadshow Studios у Голд-Кості, оператором був Стівен Ф. Віндон. Зйомки були призупинені в липні через страйк SAG-AFTRA 2023 року та відновлені після закінчення страйку в листопаді 2023 року. Зйомки офіційно завершилися наприкінці січня 2024 року.

## Випуск
Початок кінотеатрального прокату фільму в Сполучених Штатах запланований на 24 жовтня 2025 року компанією Warner Bros. Pictures.